# Una rotonda sul mare
Una rotonda sul mare è un brano musicale inciso nel 1964 da Fred Bongusto, scritto e composto da Aldo Valleroni, Pietro Faleni e Franco Migliacci. 

## Storia
il nostro disco che suona, 

vedo gli amici ballare  (...)

Ma tu non sei qui con me»
Fu pubblicato per la prima volta sul vinile a 45 giri Una rotonda sul mare/Chi ci sarà dopo di te e divenne uno dei tormentoni dell'estate e il cavallo di battaglia di Bongusto oltre a far parte della colonna sonora del film Vaghe stelle dell'Orsa... di Luchino Visconti, uscito l'anno successivo e dove è sentita alla radio di un bar. Esiste anche una versione di Nando Star e gli Enigmisti del 1965. Nel 1979 Bruna Lelli incide la cover del brano per l'album omonimo.

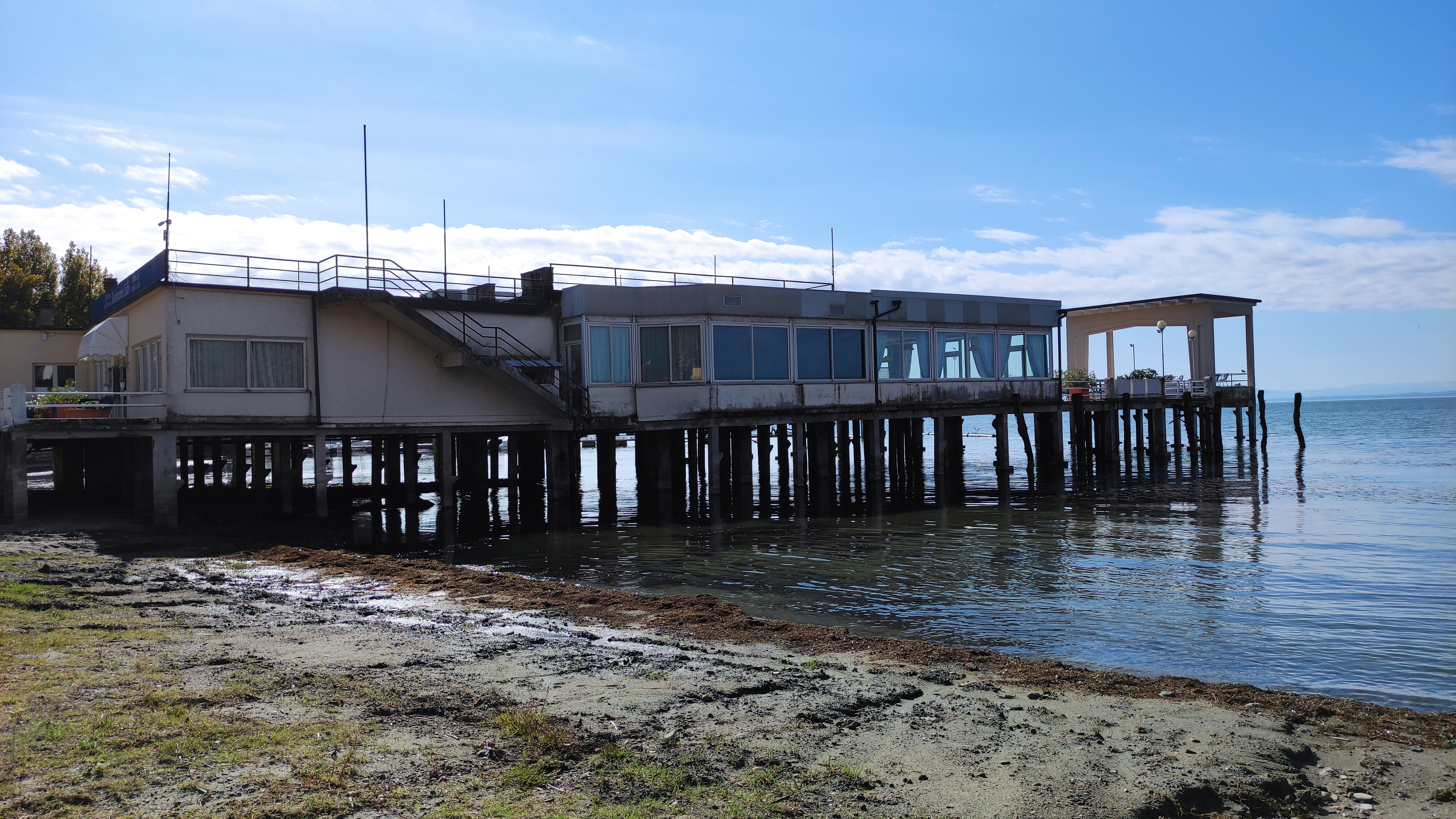
Terrazza del Ristorante Lidò

Il testo della canzone è stato scritto da Franco Migliacci durante una serata in un ristorante sul lago vicino a Passignano sul Trasimeno.